# Stankovo (Jasztrebarszka)
 Stankovo  falu Horvátországban Zágráb megyében. Közigazgatásilag Jasztrebarszkához tartozik.

## Fekvése
Zágrábtól 25 km-re délnyugatra, községközpontjától 6 km-re északkeletre fekszik. 

## Története
A falunak 1857-ben 258, 1910-ben 468 lakosa volt. Trianon előtt Zágráb vármegye Jaskai járásához tartozott. Egyházilag az okicsi plébániához tartozik. A falu Szent Fábián és Sebestyén vértanúk tiszteletére szentelt kápolnáját 1949-ben lebontották. 2001-ben 378 lakosa volt. Tűzoltóegyletének fúvószenekara működik.

## Lakosság
| Lakosság változása | Lakosság változása | Lakosság változása | Lakosság változása | Lakosság változása | Lakosság változása | Lakosság változása | Lakosság változása | Lakosság változása | Lakosság változása | Lakosság változása | Lakosság változása | Lakosság változása | Lakosság változása | Lakosság változása |
| ------------------ | ------------------ | ------------------ | ------------------ | ------------------ | ------------------ | ------------------ | ------------------ | ------------------ | ------------------ | ------------------ | ------------------ | ------------------ | ------------------ | ------------------ |
| 1857               | 1869               | 1880               | 1890               | 1900               | 1910               | 1921               | 1931               | 1948               | 1953               | 1961               | 1971               | 1981               | 1991               | 2001               |
| 258                | 280                | 350                | 441                | 475                | 468                | 484                | 520                | 513                | 526                | 513                | 483                | 462                | 402                | 378                |

## Külső hivatkozások
- Jasztrebaszka város hivatalos oldala
- Az okicsi plébánia honlapja